# Anita Cornwell
Anita Cornwell, född 23 september 1923 i Greenwood, South Carolina, död 27 maj 2023 i Germantown i Philadelphia, Pennsylvania, var en amerikansk feministisk författare. Hennes bok Black Lesbian in White America (svart lesbisk i vita Amerika) är den första essäsamlingen skriven av en afroamerikansk lesbisk kvinna.
Cornwell föddes i Greenwood, South Carolina. Vid 16 års ålder flyttade hon till sin moster i Yeadon, en förstad till Philadelphia. Två år senare flyttade Cornwell och hennes mor till Philadelphia där de bosatte sig permanent. Cornwell tog examen 1948 i journalistik och samhällsvetenskap vid Temple University. Hon arbetade flera år på lokala veckotidningar och som kontorsarbetare på myndigheter.
Cornwells tidiga texter publicerades i The Ladder och The Negro Digest under 1950-talet. Hon skrev även för den lesbiska litteratur- och konstjournalen Sinister Wisdom.
Hennes första bok Black Lesbian in White America som publicerades 1983 inkluderade hennes essäer och intervju med Audre Lorde och anses vara den första essäsamlingen av en afroamerikansk lesbisk kvinna.
Cornwell hedrades 2000 under Lambda Literary Festival som hålls årligen i Philadelphia.